# Macrobiotica

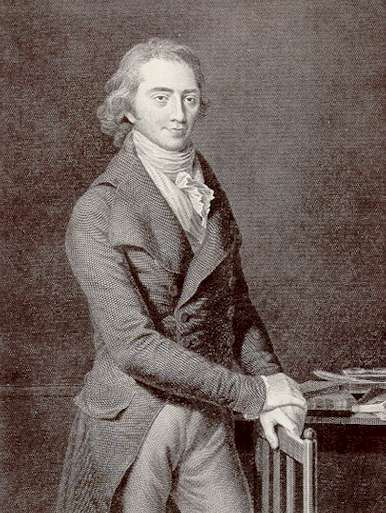
Christoph Wilhelm Hufeland, ideatore del termine "macrobiotico"

La macrobiotica è una pratica alimentare che si vuole basata sull'equilibrio tra le forze antagoniste e complementari che, secondo le antiche teorie filosofiche cinesi, governerebbero l'universo. Da tale interpretazione deriva uno specifico stile di vita, volto, secondo i suoi sostenitori, ad una maggiore "armonia con il cosmo". Particolare rilievo assumono in tal senso le diete alimentari conseguenti, che hanno acquisito una certa popolarità anche per i loro presunti effetti benefici.

## Storia
Il termine è di etimologia greca (macros=grande, bios=vita).
Fu adottato per la prima volta dall'igienista tedesco Christoph Wilhelm Hufeland nel 1700, anche se la notorietà del termine ai tempi nostri si deve interamente al giapponese Nyoiti Sakurazawa. Questi, in effetti, ha prodotto un'opera di vasta diffusione delle antiche credenze estremo-orientali, dapprima nella sua patria di origine e successivamente, con lo pseudonimo di Georges Ohsawa, in Occidente.
Si deve infatti a lui l'ingresso in Europa ed in America delle credenze relative al Nei Ching, all'Y Ching e delle loro applicazioni, fra le quali l'agopuntura.

## Princìpi
Ohsawa descrive la macrobiotica come "la pratica di una concezione dialettica dell'universo, antica di 5 000 anni e che mostra la via della felicità attraverso la salute", rifacendosi agli antichi Maestri cinesi (Lao-Tsu, Song-Tsu, Confucio) ma anche a quelli indiani (Buddha, Mahavira, Nāgārjuna) ed altri, fra i quali Gesù".
Secondo Ohsawa la macrobiotica "non è una medicina empirica di origine popolare, né una medicina mistica o sedicente scientifica e palliativa, ma l'applicazione, alla vita giornaliera, dei princìpi della filosofia orientale". La chiave per il raggiungimento della salute fisica, mentale e spirituale è la ricerca, nel proprio stile di vita, dell'equilibrio, secondo i princìpi dello Yin e dello Yang (definiti, dallo stesso Ohsawa, "gli occhiali magici").
Queste forze antagoniste e complementari costituiscono il Principio Unico, definito come "un sistema binario dialettico e la chiave del regno della libertà infinita, della felicità eterna e della giustizia assoluta, che non si deve né si può dare". La salute e quindi la malattia sono conseguenze della condotta dell'individuo, che rispetta, o vìola, l'ordine dell'universo. In tale percorso, fondamentale è il ruolo svolto dall'alimentazione, la quale, costruendo e modificando il corpo fisico, interagisce anche con la mente e lo spirito. Secondo la macrobiotica sono molto importanti la qualità e la quantità del cibo e anche le modalità di consumo dello stesso, che dovrebbe essere masticato a lungo.

## Yin e Yang

Simbolo della coppia "Yin e Yang"

Secondo l'interpretazione del cosmo della macrobiotica, non esiste nulla se non lo Yin e Yang.
Ohsawa classifica secondo lo Yin e Yang i principali fenomeni fisici (tendenza, posizione, struttura, direzione, colore, temperatura, peso, elemento, atomo, corpi chimici), ed anche la sfera biologica.

### Alimenti Yin e Yang
Nel fondamentale ruolo che l'alimentazione assume all'interno della macrobiotica, anche i prodotti alimentari sono classificati come Yin e altri Yang.
L'alimentazione macrobiotica è quella che riesce, sia singolarmente per ogni cibo, sia nella combinazione qualitativa e quantitativa tra i diversi cibi (considerandone suono, colore, forma, aroma, odore) ad equilibrare gli stessi in funzione dell'organismo che li assume e dell'ambiente in cui vive.
Secondo Ohsawa è determinata da vari fattori:
- 1. Fisico: a) colore b) forma c) densità, o peso, ecc.
- 2. Chimico: a) composizione K/Na e K-Na, oppure K/Na (K-Na)
- 3. Biochimico: tropismo, autotropismo, eterotropismo; effetto organico, inorganico, morfologico e psicologico
- 4. Bio-ecologico: ripartizione geografica, altitudinale e climatologica
- 5. Storico: paese di origine, adattabilità nel tempo e nello spazio geologico, geografico, biologico ed embriologico
- 6. Ideologico: valore economico, biologico, fisiologico, medico, sociologico e morale
- 7. Giudizio supremo: valore umanistico, biologico, fisiologico, medico, macrobiotico, sociologico, morale, filosofico.

## Dieta macrobiotica e effetti sulla salute
Analizzando le diete macrobiotiche proposte dall'istituto Kushi negli Stati Uniti, secondo la BC Cancer Agency la dieta macrobiotica rischia di essere pericolosa soprattutto per i bambini; la stessa BC Cancer Agency diffida tutte le persone dall'usare la dieta come mezzo di cura primario dei tumori. Analoga asserzione fa il Cancer Research britannico. Nonostante le argomentazioni aneddotiche (riportate ad esempio Unconventional Cancer Treatments) non esiste alcuna prova che la macrobiotica sia efficace o utile nel combattere il cancro.
Uno studio del 2006 evidenzia che la dieta macrobiotica, per la composizione ricca di fibra dietetica e povera di grassi saturi potrebbe incidere sullo squilibrio metabolico e endocrinologico indotto dalla alimentazione occidentale, riducendo questo fattore di rischio per lo sviluppo di tumori ipotizza che la dieta macrobiotica, sulla base di prove indirette e per la sua similarità con le raccomandazioni dietetiche normalmente già consigliate per la prevenzione di patologie croniche, potrebbe implicare un ridotto rischio di prevalenza di cancro.
La ricerca conclude che il ruolo della dieta macrobiotica nella prevenzione del cancro e la sopravvivenza a tale patologia non è stato studiato in modo adeguato per giustificare scientificamente la raccomandazione che la macrobiotica possa essere utilizzata nella cura del cancro.
Più recentemente, una revisione della letteratura scientifica ha evidenziato come allo stato attuale i pochi studi di merito si siano dimostrati inadeguati nel provarne l'efficacia. Inoltre, vi sono preoccupazioni legate alla stessa, in merito a possibili rischi di ritardo nell'intraprendere trattamenti convenzionali per il cancro, o ai rischi associati ai deficit nutrizionali collegabili a tali tipi di diete. Lo stesso studio evidenzia che molti aspetti delle attuali raccomandazioni dietetiche popolari come quella di mangiare cibi biologici, freschi, di stagione e coltivati localmente sono lasciti dello stile di vita e della dieta macrobiotica.
Per lo Skeptic's Dictionary, se la dieta macrobiotica è salutare si tratta di una mera coincidenza. Quando i cibi sono scelti non per le loro caratteristiche fisiche e nutrizionali, ma per loro presunte proprietà metafisiche, si è infatti nell'ambito della divinazione.